# Rainbow (gruppo musicale sudcoreano)
Le Rainbow (in coreano 레인보우, in giapponese レインボ) sono state un girl group sudcoreano attivo dal 2009 per la DSP Media. 
Il gruppo era composto da sette elementi e ha esordito con l'EP Gossip Girl nel novembre 2009.

## Formazione
- Go Woo-ri (고우리; 22 febbraio 1988)
- Oh Seung-ah (오승아; 13 settembre 1988)
- Kim Jae-kyung (김재경; 24 dicembre 1988)
- No-eul (노을; 10 maggio 1989)
- Jung Yoon-hye (정윤혜; 14 aprile 1990)
- Kim Ji-sook (김지숙; 18 luglio 1990)
- Cho Hyun-young (조현영; 11 agosto 1991)

## Discografia

### Discografia coreana
Album studio
- 2013 - Rainbow Syndrome Part 1
- 2013 - Rainbow Syndrome Part 2: Sunshine

EP
- 2009 - Gossip Girl
- 2011 - So Girls
- 2014 - RB Blaxx
- 2015 - Innocent

Singoli
- 2009 - Gossip Girl
- 2010 - Not Your Girl
- 2010 - A
- 2010 - Mach
- 2011 - To Me
- 2011 - Sweet Dream
- 2013 - Tell Me Tell Me
- 2013 - Sunshine
- 2015 - Black Swan

### Discografia giapponese
Album studio
- 2012 - Over the Rainbow

Singoli
- 2011 - A
- 2011 - Mach
- 2012 - Gonna Gonna Go!